# Гладстон (Орегон)
Гладстон (англ. Gladstone) — місто (англ. city) в США, в окрузі Клакамас штату Орегон. Населення — 12 017 осіб (2020).

## Географія
Гладстон розташований за координатами 45°23′8″ пн. ш. 122°35′34″ зх. д. / 45.38556° пн. ш. 122.59278° зх. д. (45.385650, -122.592827).  За даними Бюро перепису населення США в 2010 році місто мало площу 6,41 км², з яких 6,22 км² — суходіл та 0,20 км² — водойми.

## Демографія
Згідно з переписом 2010 року, у місті мешкало 11 497 осіб у 4540 домогосподарствах у складі 3009 родин. Густота населення становила 1793 особи/км².  Було 4779 помешкань (745/км²).
Расовий склад населення:
| - 89,2 % — білих - 1,6 % — азіатів - 1,0 % — корінних американців - 0,9 % — чорних або афроамериканців - 0,4 % — вихідців з тихоокеанських островів - 3,4 % — осіб інших рас |

До двох чи більше рас належало 3,6 %. Частка іспаномовних становила 8,7 % від усіх жителів.
За віковим діапазоном населення розподілялося таким чином: 23,5 % — особи молодші 18 років, 62,7 % — особи у віці 18—64 років, 13,8 % — особи у віці 65 років та старші. Медіана віку мешканця становила 39,2 року. На 100 осіб жіночої статі у місті припадало 94,5 чоловіків;  на 100 жінок у віці від 18 років та старших — 90,6 чоловіків також старших 18 років.
Середній дохід на одне домашнє господарство  становив 66 504 долари США (медіана — 55 848), а середній дохід на одну сім'ю — 74 735 доларів (медіана — 66 108). Медіана доходів становила 48 793 долари для чоловіків та 42 075 доларів для жінок. За межею бідності перебувало 11,6 % осіб, у тому числі 12,6 % дітей у віці до 18 років та 8,2 % осіб у віці 65 років та старших.
Цивільне працевлаштоване населення становило 5743 особи. Основні галузі зайнятості: роздрібна торгівля — 17,5 %, освіта, охорона здоров'я та соціальна допомога — 16,8 %, виробництво — 12,9 %, науковці, спеціалісти, менеджери — 11,1 %.

## Історія
Місто заснував Гарві Кросс наприкінці 19 століття, але офіційною датою заснування міста є 10 січня 1911 року.
Місто отримало назву на честь прем'єр-міністра Великої Британії Вільяма Еварта Гладстона.
Перша християнська церква була зведена у Гладстоні 1908 року.